# Robert Martin (músico)
Robert Martin (junio de 1948), también conocido como Bobby Martin, es un cantante, compositor y multiinstrumentista estadounidense nacido en Filadelfia, Pensilvania. Es principalmente conocido por haber colaborado en los años 80 con el músico Frank Zappa, aunque también es un prestigioso músico de sesión, compositor de música para cine, teatro, televisión y publicidad, director musical y profesor de música. También dirige la compañía de producción de música Think Method Production con Stephen Boyd. Reconoce como influencias musicales a Ray Charles, Stravinski, Coltrane, Rajmáninov, Mose Allison, Cannonball Adderly, David "Fathead" Newman, Steely Dan, Frank Zappa y Etta James.

## Biografía

### Infancia
Nació en Filadelfia en junio de 1948, hijo de cantantes de ópera. Su abuela trabajó en RCA en Trenton, New Jersey, con lo que accedió a cierta cantidad de discos. Al crecer en los años 50 en esta ciudad, y con un ambiente profundamente musical en casa, quedó expuesto a una gran variedad de música,. “La primera pieza de música que recuerdo oír, identificar y pedir fue "The Firebird" de Ígor Stravinski. Solía pedirle a mi mamá que tocara ese pedazo - me encantó”. Aparte del fondo clásico de sus padres, también escuchaba otras clases de música. Su padre era miembro de una Big Band, veía el programa de Dick Clark, American Bandstand, escuchaba el gran jazz que se interpretaba en los clubs de la ciudad, la Orquesta de Filadelfia. La presencia del rock de vanguardia y el soul de Filadelfia en su discografía son muestra de la amplia gama de registros entre los que se mueve.
Comenzó desde muy temprano su interés por la música. En casa sus padres tenían un piano Lester Spinet y en cuanto tuvo altura suficiente para llegar a las teclas, aprendió a tocar de oído. “Reconocía progresiones de acordes y melodías, y pude reproducirlas después de haberlas escuchado.” Empezó a tomar lecciones de piano a los 8 años, aunque ya sabía tocar y componer blues de oído. Después de aprender a leer música dejó las lecciones, porque “prefería aquello que era capaz de aprender por mi cuenta”. Es completamente autodidacta con la voz y con casi todos los instrumentos, especialmente los de viento de metal y madera, excepto la trompa, que perfeccionó en el Instituto de Música Curtis. Por esto no es de extrañar que, a pesar de que en el instituto fue un destacado estudiante, miembro del National Honor Society, y gran deportista (campeón de lucha así como jugador de béisbol, tentado por equipos profesionales) prefiriera dedicarse a la música.
Aprendió a tocar la trompa en el colegio de forma casual. Cuando estaba en tercer grado hicieron una prueba en el colegio para elegir niños para la banda de música. A Martin le dieron una trompa y pasó la prueba. Sin embargo no estaba contento porque lo que le apasionaba era el blues y deseaba tocar el saxofón desde que escuchó al saxofonista de Ray Charles, David "Fathead" Newman. . Finalmente a los 13 años convenció al jefe de la banda de música para que le dejara tocar el saxofón Al cabo de unas semanas ya dominaba el instrumento lo suficiente como para convertirse en el tenor principal de la banda.
Posteriormente ingresó en el Instituto de Música Curtis para realizar estudios clásicos intensivos. En el Curtis tuvo como profesor a Mason Jones, el principal intérprete de trompa de la Orquesta de Filadelfia, además de interpretar el repertorio clásico bajo la batuta, entre otros profesores de prestigio, de Eugene Ormandy, Claudio Abbado, Lorin Maazel y Seiji Ozawa.

### Carrera
Inicia su carrera profesional en su propia ciudad, antes de dirigirse a la costa oeste. Colabora como músico de sesión en los estudios de grabación de Sigma Sound Studios de Filadelfia. Entre 1969 y 1974 Martin interpreta la trompa en una variedad de éxitos de esa época. En esta etapa colaboró en muchos temas que ayudarían a la formación del llamado sonido Filadelfia. Podemos escucharle en muchos éxitos clásicos del sonido Filadelfia como Me And Mrs. Jones, Backstabbers, Love Train, If You Don’t Know Me By Now, y otros. Intervino en temas producidos por el exitoso equipo de productores y compositores Gamble, Huff y Bell de la Philadelphia International Records. Allí colaboró también con su homónimo Bobby Martin, arreglista, productor y compositor de la discográfica.
Respecto a su faceta como cantante, Etta James fue su gran mentora, animándolo a cantar con ella en todas sus actuaciones en vivo durante un período de quince años.
En los años 70 formó parte del grupo de Woostock Orleans.
En 1981 Dave Robb, compañero de Martin en el grupo Orleans en los 70, le dijo que Frank Zappa necesitaba un músico para la gira de 1981. Le prepararon una audición para el día siguiente. En ella Zappa lo puso a prueba con los teclados, saxofón tenor y trompa. Le pidió que traspusiera partes de teclado a trompa o saxofón, así como seguir los polirritmos y las modulaciones métricas. Pero lo que realmente le decidió a incorporarlo a la banda fue su capacidad vocal, especialmente poder cantar la melodía una octava más alta de lo que se esperaba, con voz natural. Desde entonces actuó en todas las giras de Frank y álbumes en vivo hasta la última gira de Zappa del 88.
Entre los viajes con Zappa, obtuvo el puesto de director musical de Cybill Shepherd y Bette Midler, y actuó con Paul McCartney, Michael McDonald, Stevie Nicks, Boz Scaggs, Etta James (en gira con The Rolling Stones), Patti LaBelle, Bonnie Raitt , Kenny Loggins, y muchos otros.
Desde 1986, Robert es propietario y operador de su propio estudio y se ha diversificado en la programación, ingeniería, mezcla, masterización y producción de música para publicidad, cine y televisión.
En 1986 salió de gira con Michael McDonald.
Robert Martin es miembro de la banda Banned From Utopia, una formación homenaje de exmúscos de Frank Zappa dedicada a interpretar su música. Está formada por:
- Robert (Bobby) Martin -Frank Zappa 1981-88 - vocals, keyboards, sax, French horn
- Ray White - Frank Zappa 1978-84 - voces, guitarra.
- Tom Fowler - Frank Zappa 1973-75, 1978 – bajo.
- Albert Wing - Frank Zappa 1988 – saxofón tenor y soprano.
- Robbie Mangano –  guitarra, voces.Es el único que no formó parte de la banda de Frank Zappa.
- Joel Taylor – Batería.

En 2009, 2010, 2011 y 2012, Robert Martin fue invitado especial en el Festival Zappanale en Bad Doberan, Alemania.En 2010, Robert actuó con Collectif LeBocal y The Central Scrutinizer Band.
Compuso la música para el programa de televisión Cybill en CBS premiado con el Emmy y el Globo de Oro. También compuso para Los vigilantes de la playa, Martial Law y tres temporadas de la serie Lifetime Television Intimate Portrait. Respecto a esta faceta musical ha declarado: “paga las facturas”.

## Discografía
Discografía